# Bitwa pod Obertynem
Bitwa pod Obertynem – bitwa rozegrana 22 sierpnia 1531 niedaleko wioski Obertyn pomiędzy wojskami polskimi pod dowództwem hetmana wielkiego koronnego Jana Amora Tarnowskiego, a armią mołdawską, na której czele stał władca Mołdawii Piotr Raresz, zwany Petryłą. Bitwa zakończyła się całkowitym zwycięstwem Polaków nad wojskami hospodara i zdecydowała o zakończeniu konfliktu o Pokucie, a tym samym o końcu marzeń Raresza o mołdawskiej potędze. Pośrednim skutkiem kampanii pokuckiej Raresza była utrata przez Hospodarstwo Mołdawskie resztek pozorów niezależnej od Turcji państwowości.

## Tło konfliktu
Po przegranej wyprawie bukowińskiej Jana Olbrachta, który chciał odzyskać stosunek lenny Hospodarstwa Mołdawskiego utracony na rzecz Imperium Osmańskiego, w 1499 Polska pogodziła się z utratą mołdawskiego lenna. W 1503 Stefan III Wielki wkroczył ze swoim wojskiem na Pokucie, do którego rościł sobie prawa. Jednak siedem lat później ta pograniczna kraina wróciła do kraju Jagiellonów, po podpisaniu układu pokojowego między królem Zygmuntem I Starym, a hospodarem Bogdanem III Ślepym. Na mocy jego postanowień Mołdawia uzyskała niezależność od Polski, osłabiona jednak pustoszącymi ją wojnami, musiała uznać zwierzchnictwo Turcji i wypłacać haracz sułtanowi.
Pokucie było najdalej wysuniętym na południe punktem Królestwa Polskiego, wchodziło w skład województwa ruskiego. Pokucie leżało w ziemi halickiej, na którą składały się cztery powiaty: halicki, trembowelski, śniatyński i kołomyjski. Pokucie zajmowało 7000 km². Obszar ten był zamieszkany, w I połowie XVI wieku, przez 30 tysięcy ludzi. Na tym terenie w 1531 było 13 miast oraz 150 wsi.
Sprawa Pokucia ożyła z nową siłą w 1527, kiedy, po śmierci swego bratanka Stefana IV Młodego, tron mołdawski objął Piotr Raresz. Władca ten dążył do przywrócenia wysokiej pozycji międzynarodowej państwa, jak za czasów ojca, czyli stworzenia Wielkiej Mołdawii. Chciał to uzyskać uniezależniając się od Turcji i wiążąc się sojuszem z Wielkim Księstwem Moskiewskim oraz Habsburgami. Zdobycie Pokucia miało być jedynie krokiem do uzyskania głównego celu. Polska patrzyła na politykę zagraniczną Raresza z rosnącym zaniepokojeniem. Jednym z imperatywów (nakazów) polskiej racji stanu było niedopuszczenie do połączenia Wiednia z Moskwą, teraz pojawił się dodatkowy problem w postaci nowego, południowego członka koalicji antyjagiellońskiej. Polskie elity nie były skłonne do prewencyjnego uderzenia na Mołdawię, gdyż obawiano się reperkusji ze strony tureckiej, a świeża była pamięć o klęsce Węgrów w bitwie pod Mohaczem 1526, w której zginął król Ludwik II Jagiellończyk i praktycznie cała armia, co doprowadziło do politycznego rozkładu Węgier.
Raresz liczył, że strach przed Turcją zagwarantuje mu bierność Polski wobec zaboru Pokucia i latem 1530 wystąpił o zwrot tych ziem argumentując, że są częścią Hospodarstwa Mołdawskiego. Jednocześnie wysłał wojska, by zaczęły atakować polskie oddziały strzegące pogranicza, zaś kiedy opadną wody w Dniestrze i Prucie, miały je przekroczyć.

## Przed bitwą

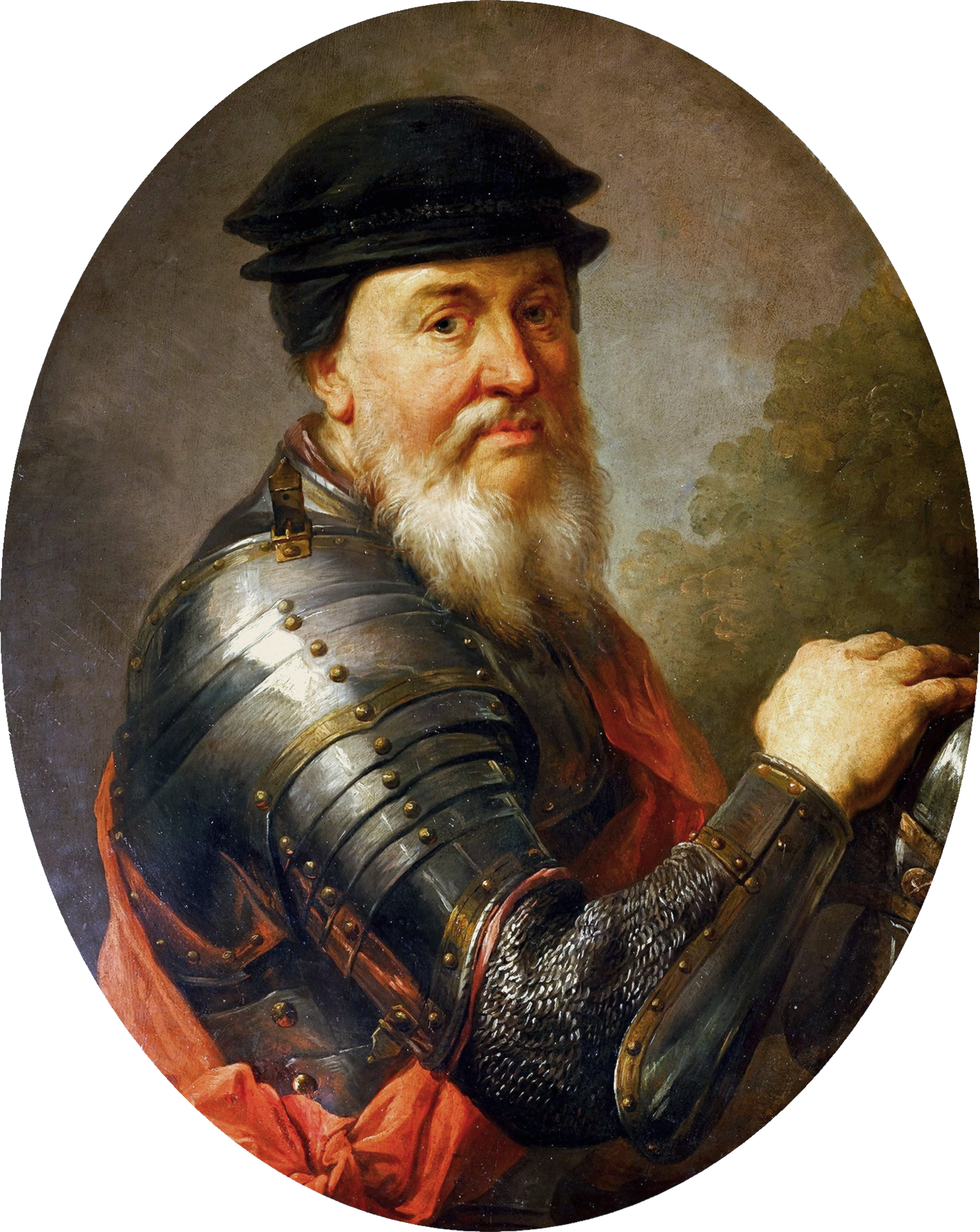
Jan Amor Tarnowski, zwycięzca spod Obertyna

Wkroczenie Mołdawian nastąpiło 3 grudnia 1530 i już dzień później padła pierwsza warownia w Śniatyniu, w której schronili się pobrzeźnicy na wieść o zbliżającej się armii. Dzięki temu Raresz miał otwartą drogę w głąb Pokucia. Następnego dnia padła Kołomyja, opór stawiał jedynie Gwoździec.
Wieści o najeździe mołdawskim dotarły do króla Zygmunta I podczas sejmu walnego w Piotrkowie. Pierwszy oddział wysłano już 12 grudnia. Hetman polny koronny Jan Koła z Dalejowa, dysponujący zaledwie ok. 1400 zbrojnymi w 11 chorągwiach próbował powstrzymać pochód Raresza. Wydał bitwę pod Chocimiem w dniu 31 grudnia 1530, lecz poniósł dotkliwą klęskę w walce z czterokrotnie liczniejszym nieprzyjacielem.
Teraz postanowiono przygotować solidną armię. Po długich negocjacjach szlachta zgodziła się opodatkować na potrzeby wojny. W kwietniu podjęto decyzję o wysłaniu Jana Ocieskiego z misją dyplomatyczną do Stambułu, z której wrócił w lipcu z dobrymi wiadomościami, iż sułtan Sulejman Wspaniały odcina się od działań Petryły, lecz podkreślił niezbywalne prawa do mołdawskiego lenna. Oznaczało to, że Polska może odebrać Pokucie, ale nie może wkroczyć w głąb hospodarstwa.
W międzyczasie senat powierzył 1 czerwca 1531 dowództwo w wyprawie Janowi Amorowi Tarnowskiemu, wodzowi doświadczonemu i cieszącemu się szacunkiem żołnierzy. W lipcu przebywający we Lwowie hetman otrzymał od króla dokładną instrukcję, która dawała mu pełną swobodę na terenie Pokucia, ale zabraniała przekraczania z wojskiem granicy Mołdawii, by nie drażnić Turków traktujących hospodarstwo Piotra Raresza jako swoje lenno. Kilka tygodni później armia koronna zebrała się w miasteczku Rohatyn koło Stanisławowa, by na początku sierpnia przekroczyć granice Pokucia i w ciągu trzech dni, do 5 sierpnia, oczyścić je z wrogów. Po tak szybkim zwycięstwie Tarnowski zawrócił w stronę Lwowa, zostawiając jedynie 1200 jazdy, jednak zwiadowcy donieśli mu, że hospodar gromadzi dużą armię tuż przy granicy; zawrócił więc, by przygotować się do walki. Już 15 sierpnia dwutysięczny oddział mołdawski obległ Gwoździec, gdzie broniło się zaledwie 186 członków załogi. Na odsiecz twierdzy ruszyła cała armia polska, spodziewając się tam znaleźć główne siły Mołdawian; 19 sierpnia doszło do bitwy z korpusem złożonym z 6 tysięcy lekkiej jazdy, średniozbrojnych bojarów oraz niewielkiej grupy zaciężnych. Polacy wygrali, zabijając prawie dwa tysiące żołnierzy z armii Raresza. Po tym zwycięstwie wojsko polskie rozłożyło obóz niedaleko Gwoźdźca i odpoczywało. Dopiero 21 sierpnia rozpoczęło wymarsz w stronę granicy i po przebyciu 15 kilometrów rozbito kolejny obóz pod wsią Obertyn, w kotlinie rzeki Czerniawy. Petryła jednak nie zamierzał dać za wygraną i rozpoczął pościg za wojskiem Tarnowskiego.

### Siły przeciwników
Strona polska

Legenda

- 4452 jazdy w 24 chorągwiach (20 chorągwi miało charakter husarski, a pozostałe 4 – strzelczy) i jednym oddziale strażniczym (w tym: 725 kopijników, 2502 husarzy i 1225 strzelców)[1].
- 1167 piechoty w 10 rotach (1 135 drabów[g]: piechurzy, strzelcy, halabardnicy i pikinierzy; oraz 32 jeźdźców)[1].
- 12 dział[h] z 29 dobrze wyszkolonymi kanonierami[1].
- tabor złożony z 300 ciężkich czterokonnych wozów oraz czeladzi[1].

Strona mołdawska
- około 17 000 lekkiej jazdy mołdawskiej (chorągwie hospodarskie i bojarskie oraz pospolite ruszenie, a także najemnicy)[1].
- 50 dział (20 dział oblężniczych i 30 dział polowych [m.in. organki])[i] i niewielka ilość piechoty do ich obsługi[1].

## Przebieg bitwy

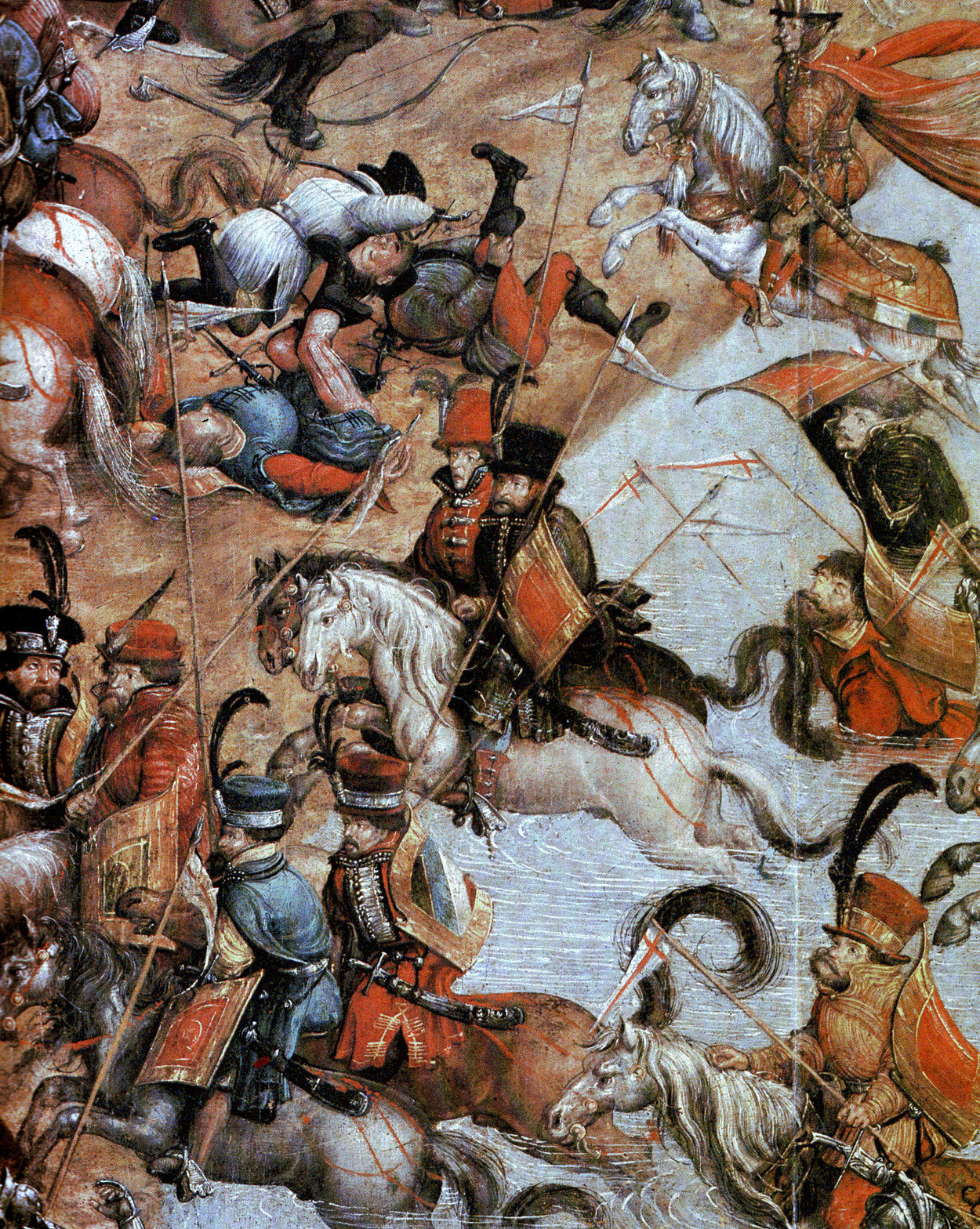
Husarze z pocz. XVI wieku w bitwie (Fragment obrazu „Bitwa pod Orszą”)

Wieść, że posuwa się za nim wojsko Petryły, dotarła do hetmana 21 sierpnia, kiedy skończył pisać list do króla, w którym donosił o niedawnym zwycięstwie. Tarnowski odebrał kopertę posłańcowi Zbigniewowi Sienieńskiemu ze słowami: „Nie chcę, żebyś już odjeżdżał, gdyż mam w Bogu nadzieję, że i ten tłum nieprzyjaciół pobijemy, a wówczas powieziesz podwójnie pomyślną wiadomość”. Natychmiast też kazał przenieść obóz na oddalone o dwa kilometry na północ płaskie wzgórze o bokach 2×0,5 kilometra przy drodze z Obertyna do Chocimierza. Miejsce wybrano doskonale, ponieważ nieprzyjaciel musiał szturmować polskie pozycje idąc pod górę i nie mógł sprawnie manewrować jazdą. Pozycja od północy opierała się o spory las, uniemożliwiający osaczenie. Na szczycie wzgórza zatoczono tabor: ustawiono wozy w prostokąt i spięto je łańcuchami, pozostawiając jednak dwie ruchome bramy, pierwszą zwróconą w stronę nieprzyjaciela, czyli od południowego zachodu – Obertyna i drugą tylną – od północno-zachodniej, prowadzącej do Chocimierza. Dłuższe boki liczyły 100 wozów ustawionych dyszlami do środka, krótsze 25 wozów. Okopano cały obóz i zastawiono zasieki, a całą artylerię zlokalizowano w południowo-wschodnim rogu taboru, gdzie spodziewano się głównego natarcia. Wozy w południowej części obstawiono rotami strzelców osłanianych przez halabardników i pikinierów, zaś resztę ulokowano blisko bram. Frontem do bramy przedniej stanął huf czelny złożony z około tysiąca żołnierzy pod wodzą rotmistrza Mikołaja Iskrzyckiego. Mógł on uderzyć na wroga tylko na wyraźny rozkaz hetmana. Huf walny stanął frontem do bramy tylnej. Po bokach obu tych hufców stanęły mniejsze hufce posiłkowe. Środek taboru był pusty. Stał tu jedynie namiot hetmana, w którym rozlokował się cały sztab.
Nieprzyjaciel pojawił się około godziny 9 rano 22 sierpnia 1531 puszczając z dymem Obertyn i powoli rozwijając półkole osaczające tabor polski od południowego zachodu do północnego wschodu. W jakiś czas potem Polacy rozpoczęli ostrzał artyleryjski. Od wziętego jeńca hetman dowiedział się, że przed nim stoi cała armia Raresza. Zwołał natychmiast naradę, podczas której przedstawił dowódcom sytuację; rotmistrzowie namawiali dowódcę do odwrotu. Tarnowski zdecydowanie przeciwstawił się panikarzom. W gorącym przemówieniu do zebranych zachęcał ich do walki i przekonywał o możliwości odniesienia zwycięstwa, a na zakończenie powiedział: „Tutaj pobiję nieprzyjaciela lub mężnie zginę”.
Raresz wysłał pod polski obóz harcowników licząc, że sprowokuje to hetmana do wyjścia z obozu i stoczenia bitwy na polu. Tarnowski jednak nie przyjął wyzwania i rozkazał Janowi Staszkowskiemu, starszemu nad armatą (dowódcy artylerii polowej), odpędzić ich ogniem artylerii, co spowodowało pewne straty w szeregach wojsk hospodara. Po chwili podtoczono działa mołdawskie, których ogniem kierował katolicki ksiądz z Siedmiogrodu i rozpoczęto ogień salwowy. Obustronna wymiana ognia rozpoczęła bitwę. Kilkugodzinne bombardowanie polskiego obozu spowodowało spore straty oraz przyczyniło się do rosnącego zniecierpliwienia wojska. Mimo to hetman czekał z zimną krwią na ruch przeciwnika, przechadzał się po obozie uspokajając żołnierzy i dowódców. Pod koniec pojedynku artyleryjskiego, gdy był przy hufcu czelnym, o mało nie zginął, gdy tuż obok niego kula armatnia zabiła piechura.
Raresz w czasie bombardowania nakazał okrążenie taboru od strony lasu, bojąc się, że Polacy pod osłoną nocy uciekną przez puszczę i odbiorą mu zwycięstwo. Tarnowski, widząc te poczynania zadecydował sprowokować nieprzyjaciela. Na jego rozkaz 850 piechurów z rusznicami uformowało szyk i wyszło przez tylną bramę. Hospodar rzucił do szarży trzy tysiące lekkiej jazdy, aby rozbić polski oddział. Piechota dopuściła konnicę mołdawską na małą odległość i dopiero wtedy zasypała ją pociskami zadając poważne straty, a następnie wróciła do obozu. Petryła zrozumiał to działanie jako próbę wywalczenia sobie drogi odwrotu na Chocimierz i Halicz, więc wysłał do boju kolejne chorągwie jazdy. W tej sytuacji hetman kazał Andrzejowi Trojanowskiemu, Stanisławowi Balickiemu i Januszowi Święcickiemu, dowódcom hufca walnego, aby uderzyli na Mołdawian przez tylną bramę. Przodem ruszył hufiec Balickiego w sile 700 koni. Na jego czele ustawili się kopijnicy, za nimi husarze. Kopie tych drugich wysunęły się do przodu między końmi kopijników, tworzących klin uderzeniowy chorągwi. W trzeciej linii ustawili się konni strzelcy.
Jazda polska ruszyła z wolna, ale na kilkadziesiąt metrów przed nieprzyjacielem przeszła w cwał. Nad głowami kopijników i husarzy nieustannie strzelali łucznicy wypuszczając do 10 strzał na minutę. Mołdawianie również zasypali chorągiew polską chmurą strzał, ale niewiele one zaszkodziły odzianej w pełne zbroje jeźdźcom i osłoniętym metalowymi płytami koniom. Po chwili Polacy uderzyli w szyk wroga całkowicie miażdżąc pierwsze linie, następnie, po skruszeniu kopii, sięgnęli po miecze i szable, do walki włączyli się także strzelcy. Słabo uzbrojeni i pozbawieni zbroi konni hospodara nie mieli szans w starciu z wyszkoloną armią, która zadawała im coraz większe straty, lecz mimo to w miejsce zabitych ciągle przybywały nowe oddziały. Nie mogąc przełamać wielokrotnie liczniejszego wroga hufiec Balickiego wycofał się. Jej miejsce zajęły oddziały Janusza Święcickiego, Hipolita Młodeckiego i Andrzeja Trojanowskiego, lecz i one nie dały rady przebić się przez Mołdawian. Po chwili do walki wrócił hufiec Balickiego dozbrojony i wsparty przez hufiec posiłkowy pod wodzą strażnika polnego Mikołaja Sieniawskiego. Jednak trzykrotne szarże z powodu dużej przewagi liczebnej wojsk Raresza nie dały rezultatu.
Hospodar był pewien, iż szarże Polaków mają na celu wywalczenie drogi odwrotu, dlatego wydał rozkaz, aby wszystkie jego siły zagrodziły im drogę na Chocimierz. Na to właśnie czekał Tarnowski. Widząc uwikłane w przewlekłą walkę po północno-wschodniej stronie obozu siły przeciwnika, rzucił przez przednią bramę cały huf czelny, wzmocniony jeszcze hufcami posiłkowymi, które miały zaatakować prawe skrzydło mołdawskie. Najpierw wypadła rota strzelcza Mikołaja Iskrzyckiego, która po zasypaniu wroga strzałami rozsypała się na boki, dając miejsce do ataku kopijnikom i husarzom, jednocześnie ogień rozpoczęła artyleria w taborze. Zupełnie zaskoczeni Mołdawianie poszli w rozsypkę, a pędzący za nimi Polacy dotarli do drogi wiodącej do Obertyna i odcięli im odwrót. Rozbite grupki jazdy hospodara, zostały wycięte w pień przez roty husarskie i konnych strzelców. Rotmistrz Aleksander Sieniawski zagarnął prawie całą artylerię przeciwnika, którą po chwili chciała odebrać jazda mołdawska, ale zapobiegł temu oddział piechoty wysłany przez hetmana.
Po chwili polscy puszkarze odwrócili zdobyte działa w stronę centrum Raresza, które poczęli razić z flanki. W tej sytuacji, na sygnał cześnika dworu hospodara Popescula, rozbite prawe skrzydło armii Raresza rzuciło się do ucieczki, zaś lewe broniło się, ale coraz słabiej. Gdy hetman rzucił na centrum pozostający dotąd w odwodzie hufiec walny, wsparty przez część sił hufca czelnego (reszta hufca czelnego rzuciła się w pościg za uchodzącym prawym skrzydłem Mołdawian), centrum mołdawskie widząc chwiejące się i ustępujące lewe skrzydło uległo rozsypce. Popłoch przerodził się w panikę. Około godziny 14. bitwa była rozstrzygnięta. Dwukrotnie ranny Raresz, na czele niewielkiego pocztu, uciekał w stronę Mołdawii. Niezwłocznie podjęto za nim pościg, który trwał jednak tylko 10 kilometrów do granicy polsko-mołdawskiej, której żołnierze Tarnowskiego nie mogli przekroczyć.

## Po bitwie

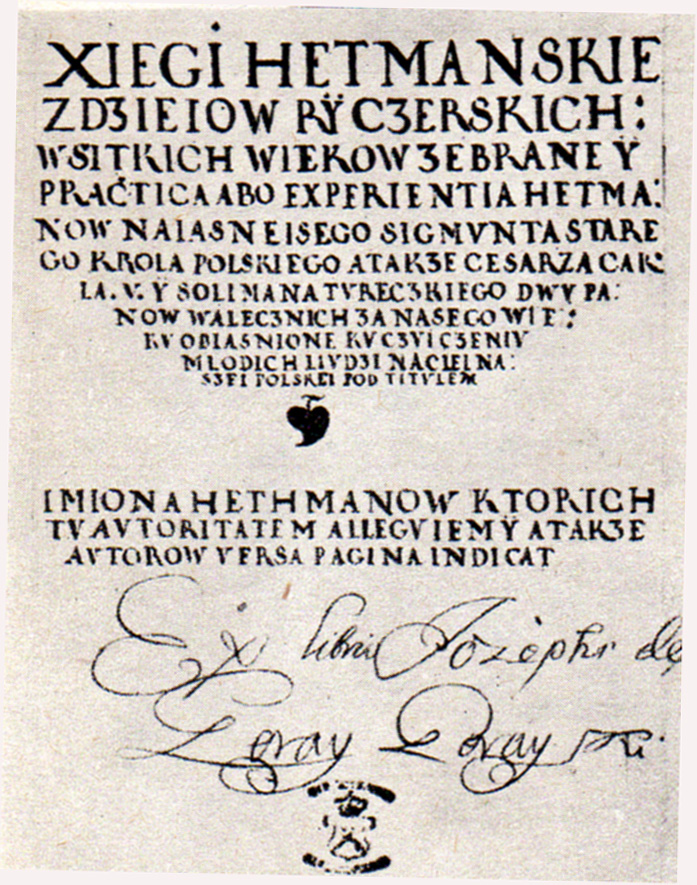
„Księgi Hetmańskie” Stanisława Sarnickiego, druk zawierający opis bitwy pod Obertynem

W najprawdopodobniej pięciogodzinnej bitwie padło 7746 Mołdawian, w tym pod samym taborem 2 746, a około tysiąc zostało wziętych do niewoli (m.in. kanclerz mołdawski Teodor, cześnik dworu Popescula, siedmiu członków rady bojarskiej oraz osiemnastu innych, znaczących bojarów). Polacy zdobyli także cały obóz mołdawski, pięćdziesiąt dział i trzy chorągwie, w tym jedną wielką, podarowaną Rareszowi przez sułtana, a którą zdobył Jerzy Kalinowski. Po polskiej stronie zginęło 256 żołnierzy, wielu zostało rannych.
Po bitwie hetman odśpiewał z wojskiem dziękczynne „Te Deum”, a następnie przemówił do towarzyszy, dziękując im w imieniu króla za poświęcenie. Potem rozpoczęto podział łupów pomiędzy żołnierzy, zostawiając armaty dla polskiego władcy. Dwa dni po bitwie, 24 sierpnia, Tarnowski zwinął obóz i ruszył do Polski zostawiając na Pokuciu zaledwie trzystuosobowy korpus jazdy i niewiele piechoty.
We wrześniu przybył do jego obozu poseł Raresza tłumacząc, iż cała wojna była nieporozumieniem. Wyjaśniał hetmanowi, że Pokucie jest własnością mołdawską, a Petryła upomniał się tylko o swoje i je zajął, lecz kiedy sułtan nakazał mu wycofanie się, tak uczynił, ale pozostawił kilka garnizonów, aby strzegły mieszkańców przed bandytami, zanim pojawią się siły polskie. Tymczasem Polacy zaatakowali owych strażników, wtedy hospodar odpowiedział tym samym. Poseł zażądał wydania jeńców i zwrotu armat. Tarnowski nie dał nabrać się na tę ekwilibrystyczną dyplomację. Napisał do Raresza list, w którym obszernie opisał dzieje Pokucia i odmówił wydania zdobyczy wojennych.
7 listopada 1531 Tarnowski przybył do Krakowa, gdzie przed murami witały go tłumy mieszczan i duchowieństwa. Niesiono zdobyczne chorągwie i prowadzono najznaczniejszych, z blisko tysiąca, jeńców. Szczególną uwagę budziło pięćdziesiąt zdobycznych armat, toczonych przed hetmanem. Na Wawelu zwycięzcę powitał sam król Zygmunt l, który wstał ze swego miejsca i wyszedł do połowy sali na spotkanie Tarnowskiemu. Następnego dnia zdobyczne chorągwie zawieszono w katedrze wawelskiej, obok grunwaldzkich.
Wojnę o Pokucie zakończył, zawarty 20 lutego 1532, rozejm. Aby jednak trwale zabezpieczyć południową flankę Rzeczypospolitej w 1533 król Zygmunt I zdecydował się na zawarcie pokoju ze sułtanem Sulejmanem I. Układ ten bronił także polsko-litewskie państwo przed mołdawskim szantażem turecką interwencją. Taka polityka obydwóch państw oznaczała początek końca aspiracji Raresza. Mimo to próbował on działać dalej. Bezskutecznie szukał poparcia u cesarza Ferdynanda I, odnowił także sojusz z Moskwą. Chcąc doprowadzić do wojny polsko-tureckiej, nękał polskie pogranicze drobnymi napadami. W styczniu 1538 napadł na Podole, a 1 lutego nad rzeką Seret rozbił słabe siły obrony potocznej zabijając prawie 900 polskich żołnierzy. Następstwa tej wyprawy były katastrofalne dla Mołdawii. Polacy zmobilizowali przeciwko niej wielką armię, zaś Turcy, mający dość polityki swego lennika, jednocześnie uderzyli od południa. Osaczony Raresz musiał ostatecznie wyrzec się wszelkich pretensji do Pokucia, a wkrótce został, w dramatycznych okolicznościach, usunięty z tronu przez sułtana. Tym samym Mołdawia straciła resztki suwerenności i dostała się w jarzmo niewoli tureckiej.

## Upamiętnienie
W 1931 r. na miejscu bitwy został ustawiony metalowy krzyż, który w czasie II wojny światowej został zniszczony. Po wojnie dzięki staraniom ks. Alfonsa Gurowskiego z diecezji tarnowskiej ustawiono nowy krzyż. W 2011 roku z inicjatywy samorządów powiatu tarnowskiego i miasta Tarnowa odsłonięto w tym miejscu okolicznościową tablicę, upamiętniającą polskie zwycięstwo.